# 나인스 라이프
《나인스 라이프》(영어: The 9th Life of Louis Drax)는 2016년 미국의 심령 스릴러 영화로, 리즈 젠슨의 베스트셀러 소설 《비밀규칙》을 원작으로 한다. 프랑스의 알렉상드르 아자가 견출하고 맥스 밍겔라가 각본 작업을 담당했다. 제이미 도넌, 세라 개던, 에런 폴이 출연한다.

## 줄거리
9살 소년 루이스 드랙스는 일련의 치명적인 사고들을 겪는데, 가장 최근의 사고는 절벽에서의 수상한 추락이었다. 일련의 회상을 통해 루이스와 정신과 의사 페레즈 박사의 상담 장면이 보여진다. 추가적인 회상에서는 루이스의 부모인 피터와 나탈리 사이의 긴장된 관계가 드러난다. 페레즈 박사가 루이스가 자신에게 말한 모든 것이 비밀로 유지될 것이라고 약속했음에도 불구하고, 그는 나탈리에게 자신의 우려를 말하고, 이로 인해 나탈리는 상담을 중단한다.
현재, 루이스의 최근 사고 후 그를 검사하던 의사는 루이스가 사망했다고 선언한다. 그러나 루이스가 영안실로 옮겨진 후 갑자기 깨어나 혼수 상태로 중환자실에 입원한다. 사라진 피터는 즉시 루이스의 살인 미수 사건의 주요 용의자가 된다. 루이스의 사건은 앨런 파스칼 박사의 관심을 끌고, 그는 루이스의 치료를 담당하는 주치의가 된다. 앨런은 결혼했지만, 그와 나탈리는 서로에게 끌림을 느끼고, 어느 날 함께 산책을 나갔다가 키스한다.
나탈리와 앨런은 서로 멀리 떨어지라는 협박 편지를 받는데, 편지의 저자는 자신을 루이스라고 주장한다. 루이스 사건의 수석 수사관인 달튼은 편지가 피터가 쓴 것이라고 믿는다. 달튼은 앨런에게 나탈리와 엮이지 말라고 경고하며, 피터가 루이스의 친아버지가 아니며 한때 나탈리가 루이스를 입양시키려 했다고 말한다. 나탈리는 앨런에게 루이스가 강간으로 인해 생긴 아이라고 고백하고, 달튼의 경고에도 불구하고 그녀와 앨런은 성관계를 갖는다.
루이스는 병원에서 할머니 바이올렛을 방문하는데, 바이올렛은 앨런과 나탈리의 관계를 알아차린다. 그녀는 앨런에게 나탈리가 불안정하고 교활하다고 경고한다. 달튼이 갑자기 들어와 바이올렛과 앨런에게 피터의 시신이 절벽 아래에서 발견되었으며 며칠 전에 사망했다고 알린다.
위의 모든 일이 일어나는 동안 루이스는 계속해서 이야기를 들려준다. 특정 지점에서 그는 해초로 덮인 신비한 생명체에게 방문을 받는다. 루이스는 동굴에서 그 생명체를 찾아가는데, 그 생명체는 해초로 덮인 채 동굴에서 사망한 채 발견된 피터의 루이스의 발현임이 드러난다.
어느 날, 낮잠에서 깨어난 앨런은 다른 의사로부터 낮잠을 자는 동안 몽유병 증세를 보였을 뿐만 아니라 나탈리에게 위험한 용량의 인슐린과 클로로포름을 처방했다는 말을 듣는다. 이것은 앨런의 다른 꿈들과 수상한 편지들과 결합되어 앨런이 잠자는 동안 루이스가 어떻게든 자신과 자신의 행동을 조종해 왔다고 믿게 만든다. 앨런은 페레즈 박사에게 알리고, 페레즈 박사는 앨런에게 EEG를 연결하고 앨런의 마음과 목소리를 통해 루이스와 직접 소통하는 데 성공한다.
루이스는 피크닉에서 무슨 일이 있었는지 밝힌다: 나탈리가 루이스에게 사탕을 주려 하지만 피터에게는 주지 않아 피터가 의심하게 되고 싸움으로 이어진다. 루이스는 절벽 끝으로 도망치고, 나탈리와 피터가 뒤따라 격투를 벌이다가 나탈리가 피터를 절벽 아래로 밀어 죽게 만들면서 끝난다. 루이스는 이를 보고 명백한 자살 시도로 절벽 가장자리에서 스스로 걸어내려간다.
이 시점에서 루이스의 심장이 갑자기 멈추고 앨런이 깨어난다. 앨런이 제세동기로 그를 소생시키려 하는 동안, 나탈리가 루이스의 "사고"에 책임이 있으며, 사탕에 독을 넣거나, 소켓 근처에서 감전시키거나, 베개로 질식시키는 등의 일을 저질렀음이 드러난다. 앨런은 나탈리가 지켜보는 가운데 루이스의 심장을 다시 뛰게 하는 데 성공한다.
얼마 후, 앨런은 아내와 헤어진 후 이사한다. 그는 페레즈 박사의 치료를 받고 정신과 병동에 입원한 나탈리를 방문한다. 페레즈는 앨런에게 나탈리가 대리 뮌하우젠 증후군 진단을 받았다고 설명한다. 나탈리가 이제 임신했으며, 아마도 앨런의 아이일 것으로 보인다.
마지막 나레이션에서 루이스는 영원히 혼수 상태에 있는 것이 나쁜 일인지 숙고하는데, 그것이 그가 아버지와 함께 있을 수 있게 해주기 때문이다. 그러나 피터의 목소리가 루이스에게 세상은 아름다우니 성장하고 삶을 살아야 한다고 말한다. 루이스는 혼수 상태에서 깨어나고, 영화는 끝난다.

## 출연진
- 제이미 도넌 - 앨런 파스칼 박사
- 세라 개던 - 내털리
- 에이든 롱워스 - 루이 드랙스
- 에런 폴 - 루이 아버지
- 바버라 허시 - 루이 할머니 바이얼릿
- 올리버 플랫 - 페레스 박사
- 몰리 파커